# 玉盛順一朗
玉盛 順一朗（たまもり じゅんいちろう、生年月日不詳 ）は、日本のインダストリアルデザイナーで、アニメーションのメカニックデザイナーも務める。

## 来歴
沖縄県に生まれる
1990年、沖縄県立芸術大学美術工芸学部（デザイン工芸学科、デザイン専攻）を卒業する。カロッツェリア（自動車車体デザイン工房）、工業デザイン事務所において、デザインアシスタント、プロダクトデザイナーを務める（横浜・東京）。
1998年よりフリーランスデザイナーとなる。沖縄を拠点とし、プロダクトデザイン、ウェブデザイン、情報デザイン、情報アーキテクチャ、コンテンツ制作・運用管理分野の活動をおこなう。また、沖縄のデザイン専修学校において、デザイン専任講師にも就いた。
2001年より映像分野の活動を始め、2011年より主にアニメーション分野（メカデザイン）に特化する。
2014年頃より総合デザイン活動としてプロダクトデザインに取り組む。

## 人物
熱狂的な『宇宙戦艦ヤマト』のファンで、同人誌活動などに参加している。
ロボットアニメ『ゲッターロボ』『マジンガーZ』『コンバトラ―V』、『機動戦士ガンダム』が好き、特に『伝説巨人イデオン』の造形を絶賛。
Production I.Gの郡司プロデューサーから「見た目だけでなく、そのメカの機能やデザインの必然性についてよく考えられている」と評される。
メカニックデザインはCGモデルできちんと再現できるデザインであることが大前提である。
多忙を極めてくるとツイッターのアイコンが女性化する事がある

## 参加作品

### 映像作品
- 「星の海のアムリ」メカニカルデザイン（2007年）
- 「スケアクロウマン」メカニカルデザイン（2008年）
- 「宇宙戦艦ヤマト2199」メカニカルデザイン、レイアウト監修（2012年）
- 「翠星のガルガンティア」[3話、4話] 船設定 (2013年)
- 「マスター・オブ・トルク」メカニカルデザイン（2014年）※ヤマハ発動機オリジナル短編アニメーション作品
- 「宇宙戦艦ヤマト2199　星巡る方舟」メカニカルデザイン、レイアウト監修（2014年）
- 「スペース☆ダンディ」[20話、23話]ゲストメカデザイン [23話]美術デザイン(2014年)
- 「宇宙戦艦ヤマト2202　愛の戦士たち」メカニカルデザイン（2017年-）
- 「ひそねとまそたん」[9話、11話] メカニックデザイン (2018年)
- 「銀河英雄伝説 Die Neue These (星乱)」デザインワークス (2019年)
- 「交響詩篇エウレカセブン ハイエボリューション EUREKA 」メカニックデザイン (2020年)
- 「宇宙戦艦ヤマト2205　新たなる旅立ち」メカニカルデザイン（2020-2021年）
- 「機動戦士ガンダム 水星の魔女」美術デザイン (2022年)

ベネリットグループ・フロントの外観から無重力区画の女子トイレまで、宇宙建築・インテリア系を担当
- 「T・Pぼん」メカニックデザイン（2024年　Netflix配信作品)
- 「ヤマトよ永遠に REBEL3199」メカニカルデザイン（2024年-）

### 漫画
- 「群青旅団 [BLUE ARMORED TRAIN]-悪魔の巨大列車砲-」メカニックデザイナー(2016年)
- 「宇宙戦艦ヤマトNEXT スターブレイザーズΛ」 メカニックデザイナー(2021年)